# Elezioni generali nel Regno Unito del 1931
Le elezioni generali nel Regno Unito del 1931 si tennero il 27 ottobre e videro una vittoria schiacciante dello schieramento che sosteneva il Governo Nazionale formatosi due mesi prima, dopo la caduta del precedente governo laburista. La parte sostanziale del sostegno al Governo Nazionale venne dal Partito Conservatore, e i conservatori ottennero 470 seggi. Il Partito Laburista ebbe la sua più grande sconfitta, perdendo quattro quinti dei seggi rispetto alle elezioni precedenti. Il Partito Liberale, diviso in tre fazioni, continuò a indietreggiare, e la fazione Liberale Nazionale non si riunì mai. Ivor Bulmer-Thomas affermò che i risultati "furono i più sconvolgenti della storia del sistema partitico britannico". Fu l'ultima elezione in cui un partito (i conservatori) ricevette la maggioranza assoluta dei voti e l'ultima elezione generale britannica a non tenersi di giovedì.

## Situazione
Dopo aver lottato contro la Grande depressione nel Regno Unito per due anni, il governo laburista di Ramsay MacDonald si trovò ad affrontare un'improvvisa crisi economica nell'agosto 1931. Il governo si trovò incapace a rispondere, con diversi membri influenti tra cui Arthur Henderson che non volevano sostenere i tagli al budget (in particolare un taglio ai tassi dei redditi di disoccupazione) che venivano sollecitati dal settore pubblico e dall'opposizione. Il Cancelliere dello Scacchiere Philip Snowden si rifiutò di prendere in considerazione il deficit pubblico o tasse come soluzioni alternative; quando il governo si dimise, MacDonald fu incoraggiato da Re Giorgio V a formare un Governo Nazionale con tutti i partiti per gestire la crisi immediata.
Le speranze iniziali secondo le quali il governo sarebbe stato in carica per poche settimane per poi dimettersi e tornare alla politica partitica ordinaria furono sconfessate quando il governo fu obbligato a ritirare la sterlina britannica dal sistema aureo; nel frattempo, il partito laburista espulse tutti coloro che sostenevano il governo. I conservatori iniziarono a fare pressioni sul governo per partecipare alle elezioni come blocco unico, e i sostenitori di MacDonald costituirono l'Organizzazione Nazional Laburista per sostenerlo. MacDonald alla fine propose l'elezione anticipata per usufruire del vantaggio dell'impopolarità dei laburisti. Tuttavia i liberali erano scettici riguardo alle elezioni e dovettero essere persuasi; l'ex leader liberale David Lloyd George si oppose fermamente all'idea elettorale e spinse i suoi colleghi a ritirarsi dal Governo Nazionale.

## Risultati
| Liste             | Liste                              | Voti              | %                 | Variazione %      | Seggi             | Variazione seggi  |
| Governo Nazionale | Governo Nazionale                  | Governo Nazionale | Governo Nazionale | Governo Nazionale | Governo Nazionale | Governo Nazionale |
| ----------------- | ---------------------------------- | ----------------- | ----------------- | ----------------- | ----------------- | ----------------- |
|                   | Partito Conservatore               | 11.377.022        | 55,0%             | 16,9%             | 470               | 207               |
|                   | Partito Liberale                   | 1.346.571         | 6,5%              | 17,1%             | 33                | 9                 |
|                   | Partito Liberale Nazionale         | 761.705           | 3,7%              | —                 | 35                | 8                 |
|                   | Organizzazione Nazional Laburista  | 316.741           | 1,5%              | —                 | 13                | 2                 |
|                   | Nazionali                          | 100.193           | 0,5%              | —                 | 4                 | 2                 |
|                   | Governo Nazionale (totale)         | 13.902.232        | 67,5%             |                   | 554               | 218               |
| Opposizione       |                                    |                   |                   |                   |                   |                   |
|                   | Partito Laburista                  | 6.081.826         | 29,4%             | 7,7%              | 46                | 206               |
|                   | Partito Laburista Indipendente     | 239.280           | 1,2%              | —                 | 3                 | 6                 |
|                   | Laburisti non affiliati            | 64.549            | 0,3%              | —                 | 1                 | 1                 |
|                   | Laburisti dell'Irlanda del Nord    | 9.410             | 0,0%              | —                 | 0                 | 0                 |
|                   | Totale Laburisti                   | 6.395.065         | 30,6%             | 6,5%              | 52                | 213               |
|                   | Liberali di Opposizione            | 106.106           | 0,5%              | —                 | 4                 | 1                 |
|                   | Nazionalisti                       | 72.530            | 0,4%              | 0,3%              | 2                 | 1                 |
|                   | Partito Comunista di Gran Bretagna | 69.692            | 0,3%              | 0,1%              | 0                 | 0                 |
|                   | Indipendenti                       | 44.257            | 0,2%              | —                 | 1                 | 1                 |
|                   | Partito Nuovo                      | 36.377            | 0,2%              | —                 | 0                 | 4                 |
|                   | Partito Nazionale di Scozia        | 20.954            | 0,1%              | 0,1%              | 0                 | 0                 |
|                   | Indipendenti laburisti             | 18.200            | 0,1%              | 0%                | 0                 | 1                 |
|                   | Proibizionismo scozzese            | 16.114            | 0,1%              | 0%                | 0                 | 1                 |
|                   | Protestanti di Liverpool           | 7.834             | 0%                | —                 | 0                 | 0                 |
|                   | Partito Agricolo                   | 6.993             | 0%                | —                 | 0                 | 0                 |
|                   | Nazionalisti Indipendenti          | 6.134             | 0%                | —                 | 0                 | 0                 |
|                   | Indipendenti Liberali              | 2.578             | 0%                | 0,1%              | 0                 | 0                 |
|                   | Plaid Cymru                        | 2.534             | 0,0%              | 0%                | 0                 | 0                 |
|                   | Liberali indipendenti              | 2.050             | 0,0%              | 0%                | 0                 | 0                 |
|                   | Commonwealth Land                  | 1.347             | 0,0%              | —                 | 0                 | 0                 |